# Игнатий Пётр VI
Игнатий Пётр VI, в миру — Григорий Пётр Шаахбаддин (1641 год, Мардин, Османская империя — 4 марта 1702 года, Адана, Османская империя) — второй патриарх Сирийской католической церкви с титулами «Патриарх Антиохии и всего Востока» и «епископ Бейрута» с 2 апреля 1678 года по 4 марта 1702 года.

## Биография
Родился в 1641 году. Был племенником сиро-яковитского иерусалимского архиепископа Абдула Масиха I, который был лидером группы, выступавшей против первого патриарха Сирийской католической церкви Игнатия Андрея I. После смерти Игнатия Андрея I Абдул Масих I примирился в католической общиной и даже предпринял попытку присоединиться к Католической церкви. Под влиянием сторонников католицизма Григорий Пётр присоединился в Католической церкви и был рукоположён в священника. В 1662 году был возведён в сан епископа. 2 апреля 1678 года был избран патриархом Сирийской католической церкви с именем Игнатия Петра VI. Благодаря деятельности французского консула в Алеппо, который ходатайствовал за него перед оманским султаном, получил полномочия от султана управлять всем сирийским народом. 12 июня 1679 года Римский папа Иннокентий XI утвердил избрание Игнатия Петра VI. Получил от этого папы паллий.
В последующие годы после своего избрания столкнулся с конфликтом между противоборствующими католической и сиро-яковитской группами, последние из которых успешно пытались привлечь на свою сторону оттоманские власти. Этот конфликт привёл к тому, что Игнатий Пётр VI пять раз лишался полученных от оттоманских властей полномочий представлять сирийский народ. Каждый раз оттоманские власти принимали сторону сиро-яковитов, что приводило к преследованиям Сирийской католической церкви.
В 1696 году вместе с иерусалимским архиепископом Григорием Ишо отправился в Рим, чтобы собирать там пожертвования для Сирийской католической церкви. В Риме он повстречался с Иннокентием. Проживал в Риме до 1700 года, после чего вернулся на родину. 27 августа 1701 года был арестован вместе с архиепископом Алеппо Дионисием Амином Рискаллой и группой сиро-католических священников избит и заключён в тюрьму. 10 ноября этого же года группа заключённых была отправлена форсированным пешим ходом из Алеппо в тюрьму Аданы. Архиепископ Алеппо Дионисий Амин Рискалла, прибыв 18 ноября в тюрьму Аданы, в этот же день скончался от травм, полученных во время марша. Несмотря на заступничество некоторых европейских монархов, Игнатий Пётр VI оставался в заключении до своей кончины 4 марта 1702 года. Предполагается, что его отравили.
После его смерти католическое духовенство, всё ещё находившееся в заключении в Адане, избрало 23 ноября 1703 года архиепископа Ниневии Василия Исхака ибн Джубайра новым патриархом Сирийской католической церкви, который скрывался в это время от преследований в Константинополе во французском консульстве. 17 ноября 1704 года его избрание было подтверждено Святым Престолом. Однако Василий Исхак ибн Джубайр не согласился принят патриаршество из-за преследований и в 1706 году переехал в Рим, где умер 18 мая 1721 года. Из-за этой ситуации патриаршество Сирийской католической церкви было вакантным до 1783 года, когда был избран третий патриарх Игнатий Михаил III.